# 阿倫茨維爾鎮區 (伊利諾伊州卡斯縣)
阿倫茨維爾鎮區（英語：Arenzville Township）是位於美國伊利諾伊州卡斯縣的一個行政鎮區。

## 地方資料
根據2010年美國人口普查的數據，阿倫茨維爾鎮區的面積為94.70平方千米，當中陸地面積為94.70平方千米，而水域面積為0.00平方千米。當地共有人口715人，而人口密度為每平方千米7.55人。